# فیرا دا ماتا
فیرا دا ماتا (به پرتغالی: Feira da Mata) یک منطقهٔ مسکونی در برزیل است که در باهیا واقع شده‌است. فیرا دا ماتا ۱٬۱۷۶٫۱۰۵ کیلومتر مربع مساحت و ۵٬۶۶۱ نفر جمعیت دارد و ۴۹۷ متر بالاتر از سطح دریا واقع شده‌است.